# Panthera onca paraguensis
Panthera onca paraguensis és una subespècie del jaguar (Panthera onca).

## Distribució geogràfica
La seva distribució històrica comprenia des del sud del Brasil (sud de Mato Grosso i São Paulo) fins a la pampa central de l'Argentina, incloent-hi el Paraguai i part de l'Uruguai. Tot i així, va ésser exterminat a l'Uruguai a principis del segle xx i a les pampes centrals de l'Argentina vers el 1925. Avui dia només en queden algunes poblacions aïllades al nord de l'Argentina, al Paraguai i al Pantanal brasiler.